# Tenerife
Tenerife je največji in najbolj gosto poseljen izmed sedmih Kanarskih otokov. Je tudi najbolj gosto poseljen španski otok, s površino 2034,38 km² in 948.815 prebivalci, kar predstavlja 43 % celotnega prebivalstva Kanarskih otokov. 
Glavna gospodarska dejavnost na otoku je turizem - letno obišče otok okoli pet milijonov turistov, največ med vsemi Kanarskimi otoki. Otok Tenerife je turistični in gospodarski center otočja. Tenerife gosti tudi enega največjih svetovnih karnevalov; karneval v mestu Santa Cruz de Tenerife poskuša postati eden izmed krajev svetovne dediščine. Na otoku sta dve letališči, severno Tenerife North Airport in južno Tenerife South Airport.
Santa Cruz de Tenerife je glavno mesto otoka in sedež otoškega sveta (cabildo insular). Mesto je tudi prestolnica Avtonomne skupnosti Kanarskih otokov; naziv si deli z mestom Las Palmas de Gran Canaria, s katerim si delita tudi uradne inštitucije, kot so predsedstvo in ministrstva. Med letoma 1833 in 1927 je bil Santa Cruz de Tenerife samostojna prestolnica otočja, z odlokom iz leta 1927 pa je bila vzpostavljena deljena oblast, kar velja še danes. V mestu je arhitekturni simbol Kanarskih otokov, prireditvena zgradba Auditorio de Tenerife v obliki jadrnice.
Otok je tudi dom Univerze La Laguna, ustanovljene 1927; Univerza je najstarejša univerza otočja. San Cristóbal de La Laguna (uvrščen na Unescov seznam svetovne dediščine) je drugo mesto otoka in tretje otočja. Samo mesto je bilo prestolnica Kanarskih otokov, dokler ga ni v tej vlogi leta 1833 nadomestilo mesto Santa Cruz de Tenerife.
Narodni park Teide, ki je v središču otoka, je tudi Unescova svetovna dediščina. Vključuje goro-ognjenik Teide, ki ima najvišjo nadmorsko višino v Španiji in najvišjo nadmorsko višino med vsemi otoki v Atlantskem oceanu. Je tudi tretji največji vulkan na svetu, če ga merimo od vznožja. Druga geografska značilnost otoka, Macizo de Anaga (masiv), je od leta 2015 razglašen za Unescov biosferni rezervat. Tenerifi imajo tudi največje število endemičnih vrst v Evropi.

## Toponomija
Prvotni prebivalci otoka, Gvanči, so otok imenovali Achinet ali Chenet (literatura navaja različne izgovorjave). Po Pliniju starejšem je berberski kralj Juba II. na Kanarske otoke in Madeiro poslal odpravo ter poimenoval Kanarske otoke, ker je na njih našel še posebej divjo vrsto psov (špansko canaria). Juba II. in antični Rimljani so Tenerife poimenovali latinsko Nivaria; ime izhaja iz latinskih besed nix, nivis ali nives, kar pomeni sneg. Poimenovanje je v očitni povezavi s snegom pokritim vrhom ognjenika Teide. Po drugi strani zemljevidi avtorjev kot sta Bontier in La Verrier iz 14. in 15. stoletja otok zaznamujejo z imenom Isla del Inferno, kar dobesedno pomeni 'Otok pekla', kar se nanaša na ognjeniško aktivnost in izbruhe ognjenika El Teide.
Ognjenik je odgovoren tudi za danes splošno uveljavljeno ime, ki so ga uporabljali staroselci z otoka La Palma; ime izhaja iz besed tene (gora) in ife (bel). Kasneje, po kolonizaciji, je pošpanjenje imena dodalo črko r, ki povezuje obe besedi, tako da nastane končni rezultat ime Tenerife.

## Zgodovina
Po nekaterih legendah naj bi bili otoki verige, tudi Tenerife, zgornji vrhovi Atlantide, ki je po katastrofi izginila pod oceansko površino, tako da so nad površjem ostale samo najvišje gore. Najstarejšo poznano človeško naselbino na otoku, ki datira približno v leto 200 pr.n.š., so poseljevali ljudstvo Gvanči.  Tudi po standardih kamene dobe so Gvanči poznali le malo tehnologije. Oblačili so se v živalske kože in živeli v votlinah na otoku. 

### Poselitev otoka pred španskim zavzetjem
Sprva enovito otoško kraljestvo je približno 900 let pred prihodom Špancem razpadlo na najprej dva dela, nato pa na devet enot, katerih ozemlje se približno pokriva z upravnimi enotami, kot jih poznamo danes.

### Špansko zavzetje
Decembra 1493 je Alonso Fernández de Lugo od kralja prejel dovoljenje za zavzetje otoka Tenerife. Aprila 1494 je odplul z otoka Gran Canaria in z 2.000 možmi in 200 konji pristal na obali današnjega mesta Santa Cruz de Tenerife. Po zgraditvi utrdbe se je vojska podala v notranjost otoka, kjer so zavzeli obstoječe kralje posameznih območij in jih nato odpeljali v Španijo.
Omembe vredno je dejstvo, da so tenerifski lokalni vladarji glede zavzetja imeli različen odnos. Med seboj so se delili na stran miru in stran vojne.  Nasprotniki miru so se ognjevito borili proti zavzetju precej časa. Čeprav so španske sile pod vojaškim guvernerjem de Lugo leta 1494 doživele hud poraz, so bili Gvanči na koncu tudi s pomočjo zmogljivejše tehnologije le poraženi in so se kastiljski kroni predali 25. decembra 1494.

### Sužnjelastništvo in plantažništvo
Tako kot na ostalih otokih so večino domačinov zasužnjili, zlasti tiste, ki so pripadali strani vojne. Velik del prvotnih prebivalcev je podlegel uvoženim boleznim, kot so gripa in črne koze - nalezljivim boleznim, proti katerim skupnost zaradi osamitve ni razvila odpornosti. Po zavzetju, zlasti pa v naslednjem stoletju, smo priča obsežni kolonizaciji in obnavljanju prebivalstva s prihodom priseljencev z različnih koncev rastočega Španskega imperija (Portugalska, Flandrija, Italija, Nemčija). Tenerifski gozdovi so se z rastjo prebivalstva in potrebo po zemlji za poljedelstvo za lastne potrebe in izvoz počasi skrčili. Sprva je bilo to rezultat vzgajanja sladkornega trsa (na začetku 16. stoletja), kasneje pa kot posledica osredotočanja otoškega kmetijstva na vinogradništvo in plantane (sorodnico banane).

### Izseljevanje v obe Ameriki
Tenerife je kot tudi drugi otoki vzdrževal tesne odnose z Latinsko Ameriko. Od začetka kolonizacije Novega sveta se je na poti tja na otoku ustavilo veliko odprav, ki so se pomnožile z lokalnimi prebivalci - ti so otok zapustili začasno kot del odprav ali kot trajni izseljenci. Omembe vredna je tudi izmenjava rastlin in živalskih vrst, ki so uspeli prepotovati te razdalje.
Po stoletju in pol relativne rasti, ki je bila osnovana na vinogradništvu, je prišlo do obsežnega izseljevanja družin, še posebej v Venezuelo in na Kubo. V tem času je bil posebej izkazana tudi želja kastiljskih vladarjev po poseljevanju teh praznih ozemelj na obeh Amerikah, kar bi preprečilo zavzetje s strani tujih sil, kot se je npr. zgodilo z Anglijo, Jamajko, Francijo, Francosko Gvajano in Hispaniolo. Vzgajanje novih rastlin v novem svetu, kot npr. kakava v Venezueli in tobaka na Kubi je bil eden glavnih razlogov za množično izseljevanje iz krajev kot so Buenavista del Norte, Vilaflor in El Sauzal konec 17. stoletja. Kolonisti z otoka so pomagali pri ustanovitvi nekaterih naselij na Floridi, v Teksasu in Louisiani.
Izseljevanje v obe Ameriki (še vedno zlasti na Kubo in v Venezuelo) se je zaradi gospodarskih težav in izolacije nadaljevalo v 19. in v začetku 20. stoletja.

### Britanska invazija
Skozi zgodovino so Tenerife napadli tudi pirati različnih narodnosti (francoski, britanski, nizozemski in berberski).
Še posebej je izstopajoča britanska invazija leta 1797.
25. julija 1797 je admiral Horatio Nelson sprožil napad na območju sedanje prestolnice otoka Santa Cruz de Tenerife. Po srditi borbi, katere rezultat so bile številne žrtve na obeh straneh, je obrambo prevzel general Antonio Gutiérrez de Otero y Santayana in poskusil odbiti napadalce. V topovskem ognju je Nelson izgubil svojo desno roko, po izročilu naj bi usodni strel pri poskusu izkrcanja na obalo Paso Alto sprožil top z imenom Tiger.
5. septembra 1797 je prišlo do ponovnega poskusa na območju mesta Puerto Santiago na zahodni strani otoka. Tudi ta napad je bil odbit, med drugim tudi tako, da so prebivalci mesta Santiago del Teide s skal Los Gigantes na napadajoče valili velike skale.

### Sodobna zgodovina
Med letoma 1833 in 1927 je bil Santa Cruz de Tenerife samostojna prestolnica Kanarskih otokov. Leta 1927 so z odlokom določili, da se prestolnica Kanarskih otokov deli z mestom Las Palmas, kar je v veljavi še danes.
Turisti so v večjem številu začeli obiskovati Tenerife v 1890-ih, še zlasti severni mesti Puerto de la Cruz in Stanta Cruz de Tenerife. Naravoslovec Alexander von Humboldt se je povzpel na goro Teide in zabeležil lepoto otoka.
Pred svojim vzponom je bil s strani republikanskih oblasti na Tenerife 1936 prestavljen tudi Francisco Franco. Republikanci so se očitno zelo zgodaj zavedali njegovega vpliva in političnih ambicij. Kakorkoli, Franco je zbral informacije in somišljenike in na otoku Gran Canaria sodeloval v vojaškem prevratu, ki se je končal s špansko državljansko vojno. Kanarski otoki so v roke nacionalistov padli julija 1936 in med nasprotniki režima so takoj pričeli z usmrtitvami. V 1950-ih je bila otoška povojna revščina razlog za izselitev tisočev prebivalcev, zlasti na Kubo in v druge dele Latinske Amerike.
V zadnjih nekaj desetljetjih pa so se na osnovi zaščitnih gospodarskih ukrepov (znižane davčne stopnje in drugo) in z vzponom turizma selitveni tokovi spremenili. Tako danes število prebivalstva narašča, tudi zaradi vračanja daljnih potomcev nekoč izseljenih otočanov, od katerih so se nekateri izselili tudi že pred petimi stoletji.
Tenerife nosijo tudi žalostni naslov kraja z najhujšo civilno letalsko nesrečo v zgodovini, poznano pod imenom "Tenerifska letalska nesreča". 27. marca 1977 sta v spremenljivem vremenu in megli osrednjega masiva na severnem letališču Los Rodeos (takrat še brez zemeljskega radarja) trčili dve letali Boeing 747. Življenje je izgubilo 583 potnikov in članov posadke, nesreča pa je vzpodbudila oblasti, da so zgradile letališče Tenerife South.

## Geografija
Najstarejši gorski masivi so se z dna Atlantskega oceana dvignili s pomočjo ognjeniških izbruhov, ki so prispevali k rojstvu otoka pred približno 12 milijoni let. Otok, kot ga poznamo sedaj, je nastal pred približno 3 milijoni let z združevanjem treh različnih otokov, ki so zrasli na mestu masivov Anaga, Teno in Valle de San Lorenzo, zopet kot posledica aktivnosti ognjenika Teide. Osrednji vrh na otoku je viden iz večine delov otoka; dviga se nad kaldero nekdanjih izbruhov, ki je na nekaterih mestih 17 km dolga.
Otok je med 28° in 29° severne širine ter med 16° in 17° poldnevnikom. Leži severno od tropskega Rakovega povratnika in zavzema osrednje mesto med ostalimi večjimi Kanarskimi otoki: Gran Canaria, La Gomera in La Palma. Otok je od afriške obale oddaljen 300 km in približno 1000 km od Iberskega polotoka. Je tudi največji otok Kanarskega otočja, s površino 2034,38 km² in tudi otok z najdaljšo obalo v skupni dolžini 342 km..
Najvišja točka otoka je gora-ognjenik Teide, z nadmorsko višino 3718 m najvišja točka Španije.

### Voda
Vulkanska tla na Tenerifu, ki so porozna in prepustna, so na splošno razlog, zakaj lahko tla čim bolj povečajo absorpcijo vode na otoku z malo padavin, s kondenzacijo v gozdnatih območjih in odlaganjem zmrzali na vrhu otok prispeva tudi k vzrokom.
Glede na neenakomerne padavine in geološke razmere na otoku so se izognili gradnji jezov, tako da večina vode (90 odstotkov) prihaja iz vodnjakov in vodnih galerij (horizontalnih rovov, izvrtanih v vulkan), ki jih je na otoku na tisoče, pomembne sisteme, ki služijo črpanju njegovih hidroloških virov. Ti predori so zelo nevarni, z žepi vulkanskega plina ali ogljikovega dioksida, ki povzročajo hitro smrt.

### Onesnaženost in kakovost zraka
Kanarski otoki imajo nizko stopnjo onesnaženosti zraka zaradi pomanjkanja tovarn in industrije ter pasatov, ki naravno odvajajo onesnažen zrak z otokov. Po uradnih podatkih španskega ministrstva za zdravje in industrijo je otok Tenerife eno najčistejših krajev v državi z indeksom onesnaženosti zraka pod nacionalnim povprečjem. Kljub temu še vedno obstajajo dejavniki, ki vplivajo na raven onesnaževanja na otoku, glavni onesnaževalci pa so rafinerija v Santa Cruzu, termoelektrarni v Las Caletillas in Granadilla ter cestni promet, povečan zaradi visoke stopnje turizma na otoku. Poleg tega je treba na otoku Tenerife, tako kot na La Palmi, nadzorovati tudi svetlobno onesnaženje, da bi pomagali astrofizikalnim observatorijem, ki so na vrhovih otoka. Voda je na splošno zelo visoke kakovosti in vse plaže otoka Tenerife je Ministrstvo za zdravje in potrošnjo uvrstilo v kataloge kot vode, primerne za kopanje.

## Podnebje
| Podnebni diagram za Santa Cruz de Tenerife | Podnebni diagram za Santa Cruz de Tenerife | Podnebni diagram za Santa Cruz de Tenerife | Podnebni diagram za Santa Cruz de Tenerife | Podnebni diagram za Santa Cruz de Tenerife | Podnebni diagram za Santa Cruz de Tenerife | Podnebni diagram za Santa Cruz de Tenerife | Podnebni diagram za Santa Cruz de Tenerife | Podnebni diagram za Santa Cruz de Tenerife | Podnebni diagram za Santa Cruz de Tenerife | Podnebni diagram za Santa Cruz de Tenerife | Podnebni diagram za Santa Cruz de Tenerife |
| --- | ------------------------------------------ | ------------------------------------------ | ------------------------------------------ | ------------------------------------------ | ------------------------------------------ | ------------------------------------------ | ------------------------------------------ | ------------------------------------------ | ------------------------------------------ | ------------------------------------------ | ------------------------------------------ |
| J | F                                          | M                                          | A                                          | M                                          | J                                          | J                                          | A                                          | S                                          | O                                          | N                                          | D                                          |
| 34 20 15 | 36 21 14                                   | 29 22 14                                   | 14 23 15                                   | 4 24 17                                    | 1 25 20                                    | 0 27 22                                    | 1 28 21                                    | 6 28 21                                    | 18 25 21                                   | 27 24 17                                   | 44 22 15                                   |
| povprečne temperature v °C skupno padavin v mm vir: Valores Climatológicos Normales |                                            |                                            |                                            |                                            |                                            |                                            |                                            |                                            |                                            |                                            |                                            |
| imperialna pretvorba \| J \| F \| M \| A \| M \| J \| J \| A \| S \| O \| N \| D \| \| 1.3 68 59 \| 1.4 70 57 \| 1.1 72 57 \| 0.6 73 59 \| 0.2 75 63 \| 0 77 68 \| 0 81 72 \| 0 82 70 \| 0.2 82 70 \| 0.7 77 70 \| 1.1 75 63 \| 1.7 72 59 \| \| povprečne temperature v °F skupno padavin v inčih \| \| \| \| \| \| \| \| \| \| \| \| |                                            |                                            |                                            |                                            |                                            |                                            |                                            |                                            |                                            |                                            |                                            |
| J | F                                          | M                                          | A                                          | M                                          | J                                          | J                                          | A                                          | S                                          | O                                          | N                                          | D                                          |
| 1.3 68 59 | 1.4 70 57                                  | 1.1 72 57                                  | 0.6 73 59                                  | 0.2 75 63                                  | 0 77 68                                    | 0 81 72                                    | 0 82 70                                    | 0.2 82 70                                  | 0.7 77 70                                  | 1.1 75 63                                  | 1.7 72 59                                  |
| povprečne temperature v °F skupno padavin v inčih |                                            |                                            |                                            |                                            |                                            |                                            |                                            |                                            |                                            |                                            |                                            |

Tenerife so mednarodno poznani kot "Otok večne pomladi" (špansko: Isla de la Eterna Primavera). Otok na zempljepisni širini Saharske puščave uživa celoletno toplo podnobje s povprečno temperaturo pozimi 20° - 22 °C in med 26° - 28 °C poleti ter z visokim številom sončnih dni. Zmerno podnebje na Tenerifih je večinoma posledica pasatnih vetrov, katerih vlažnost se običajno spreminja v vodo nad severnim in severovzhodnim delom otoka, pri čemer se med 600 in 1.800 metri višine ustvarja oblačna zavesa. Hladni morski tokovi okoli Kanarskih otokov prav tako prispevajo k hlajenju obal in plaž ter tako skozi ostale elemente pokrajine (npr. številne doline) vplivajo na podnebne razlike na otoku. 
Glavna podnebna nasprotja otoka so še posebej očitna v zimskih mesecih, ko lahko uživamo v toplem soncu na obali in le nekaj kilometrov proč, na 3000 m nad morjem na ognjeniku Teide občutimo sneg. Tudi niže lahko naletimo na velike razlike, tako lahko na območju juže obale (Costa Adeje) ali pa na območju Santa Cruz de Tenerife naletimo na sušna območja, na drugi strani pa na severozahodu oz. severu (Buenaventura del Norte and La Orotava) uživamo vse prednosti sredozemskega podnebja.
Sever in jug imata tako različne podnebne značilnosti. Vetrovom izpostavljena severozahodna obala prejme 73% vseh padavin na otoku, relativna zračna vlažnost je nadpovprečna in osončenost podpovprečna. Padavinske vrhunce beležimo na vetrovni strani, na povprečni višini med 1,000 in 1,200 metri, skorajda izključno na območju hribovja v okolici mesta La Orotava. Ne glede na to, da obstajajo razlike med padavinami in osončenostjo po otoku, je skupni letni nivo padavin relativno nizek; poletni meseci med majem in septembrom so običajno popolnoma suhi. Zelo pogosto skupna količina padavin iz leta v leto močno niha.

## Geologija
Tenerife je razgiban vulkanski otok, ki so ga v svoji zgodovini izklesali zaporedni izbruhi. V zgodovini so zabeleženi štirje vulkanski izbruhi, od katerih nobeden ni povzročil žrtev. Prvi se je zgodil leta 1704, ko so istočasno izbruhnili vulkani Arafo, Fasnia in Siete Fuentes. Dve leti kasneje, leta 1706, se je v Treveju zgodil največji izbruh. Ta vulkan je proizvedel velike količine lave, ki je pokopala mesto in pristanišče Garachico. Zadnji izbruh v 18. stoletju se je zgodil leta 1798 v Cañadas de Teide v Chahorri. Najnovejši izbruh - leta 1909 - je oblikoval stožec pepela Chinyero v občini Santiago del Teide.
Sestavlja ga okoli 200 majhnih nerodovitnih otočkov ali velikih skal, vključno z Roques de Anaga, Roque de Garachico in Fasnio, ki skupni površini dodajo dodatnih 213.835 m².

### Izvor in geološka tvorba
Tenerife je vulkanski otok, ki je nastal iz oceanskega dna v zadnjih 20 milijonih let.
Podvodni razpokani izbruhi so ustvarili blazinasto lavo, ki nastane zaradi hitrega ohlajanja magme, ko pride v stik z vodo, in dobi svojo posebno obliko. Ta blazinasta lava se je kopičila in zgradila dno otoka pod morjem. Ko se je ta akumulacija približala površini vode, so zaradi zmanjšanja tlaka v okolici iz magme izbruhnili plini. Vulkanski izbruhi so postali bolj siloviti in so imeli bolj eksploziven značaj, kar je povzročilo oblikovanje nenavadnih geoloških fragmentov.
Po dolgotrajnem kopičenju teh drobcev je prišlo do rojstva otoka ob koncu miocenske dobe. Območja na Tenerifu, znana kot Macizo de Teno, Macizo de Anaga in Macizo de Adeje, so nastala pred sedmimi milijoni let; te formacije se imenujejo starodavna bazaltna serija ali serija I. Ta območja so bila pravzaprav trije ločeni otoki, ki ležijo na današnjem skrajnem zahodu, vzhodu in jugu Tenerifa.
Drugi vulkanski cikel, imenovan postmiocenske formacije ali najnovejše serije II, III, IV, se je začel pred tremi milijoni let. To je bil veliko bolj intenziven vulkanski cikel, ki je združil Macizo de Teno, Macizo de Anaga in Macizo de Adeje v en otok. Ta nova struktura, imenovana struktura pred Cañadasom (Edificio pre-Cañadas), bi bila temelj za tako imenovano strukturo Cañadas I. Struktura Cañadas I je doživela različne zrušitve in izpustila eksplozivni material, ki je povzročil območje, znano kot Bandas del sur (na današnjem jugovzhodu Tenerifa).
Kasneje se je na ruševinah Cañadas Structure I pojavila Cañadas Structure II, ki je bila 2500 metrov nad morsko gladino in se je pojavila z intenzivno eksplozivno dejavnostjo. Pred približno enim milijonom let se je območje Cordillera Dorsal pojavilo s pomočjo razpokane vulkanske dejavnosti, ki se je pojavila sredi ostankov starejše starodavne bazaltne serije (serija I). To območje se je pokazalo kot najvišja in najdaljša vulkanska struktura na Kanarskih otokih; visoka je bila 1600 metrov in dolga 25 kilometrov.
Pred približno 800.000 leti sta se zgodila dva gravitacijska plazova, zaradi katerih sta nastali današnji dolini La Orotava in Güímar. Končno se je pred približno 200.000 leti zgodil velikanski zemeljski plaz Icod, ki so mu sledili izbruhi, ki so dvignili Pico Viejo-Teide v središču otoka, nad kaldero Las Cañadas.

### Orografija in pokrajina
Neenakomerna in strma orografija otoka in njegova raznovrstnost podnebja se izkazuje tudi skozi pestrost pokrajine, geografskih in geoloških oblik, od narodnega parka Teide z njegovimi obsežnimi borovimi gozdovi, preko ognjeniške pokrajine pri vrhovih Teide in Malpaís de Güímar, do Acantilados de Los Gigantes (Pečine velikanov, visoki klifi Los Gigantes na zahodni strani otoka). Na jugu srečamo polpuščavska območja z rastlinami, odpornimi na sušo. Ostala območja so od zaščitenih in zaprtih v hribih kot so Montaña Roja in Montaña Pelada, doline in gozdovi s subtropsko vegetacijo in podnebjem (npr. v okolici mesta Puerto de la Cruz / dolina Orotava), do kanjonov in prepadov kot so pri krajih Anaga in Teno.

#### Osrednje gore
Glavne strukture na Tenerifu tvorijo osrednje visokogorje, s kompleksom Teide–Pico Viejo in območji Las Cañadas, ki sta najbolj vidna. Obsega polkaldero s površino okoli 130 km², ki je nastala zaradi več geoloških procesov. Območje je delno zasedeno s stratovulkanom Teide-Pico Viejo, dopolnjujejo pa ga materiali, izpuščeni v različnih izbruhih, ki so se zgodili. Znana formacija, imenovana Los Azulejos, sestavljena iz zeleno obarvanih kamnin, je nastala s hidrotermalnimi procesi.
Južno od La Caldere je gora Guajara, ki se dviga nad narodnim parkom Teide in ima višino 2718 metrov. Na dnu je endoreična kotlina, obdana z zelo drobnim sedimentnim materialom, ki je bil odložen zaradi vulkanskih procesov in je znan kot Llano de Ucanca.
Vrh Teide s 3715 metri nad morsko gladino in več kot 7500 metri nad oceanskim dnom je najvišja točka otoka, španskega ozemlja in Atlantskega oceana. Vulkan je tretji največji na planetu in njegova osrednja lokacija, velika velikost, grozeča silhueta v daljavi in zasnežena pokrajina pozimi mu dajejo edinstveno naravo.ref>»Estudio geológico sobre el Teide del CSIC« (PDF). csic.es. Pridobljeno 18. aprila 2017. </ref> Prvotni naseljenci so imeli Teide za boga in Teide je bil kraj čaščenja.
Leta 1954 je bilo celotno območje okoli njega razglašeno za narodni park, ki se je kasneje še širil. Poleg tega ga je junija 2007 UNESCO priznal kot območje svetovne dediščine. Na zahodu leži vulkan Pico Viejo (Stari vrh). Na eni strani je vulkan Chahorra o Narices del Teide, kjer je leta 1798 v bližini gore Teide zadnjič izbruhnil.
Teide je eden od 16 desetletnih vulkanov, ki jih je Mednarodno združenje za vulkanologijo in kemijo Zemljine notranjosti (IAVCEI) opredelilo kot vredne posebne študije v luči njihove zgodovine velikih, uničujočih izbruhov in bližine naseljenih območij.
Najvišje gore na otoku Tenerife:
| Vrk            | nadm. višina (meter) |
| -------------- | -------------------- |
| Teide          | 3715                 |
| Pico Viejo     | 3135                 |
| Montaña Blanca | 2748                 |
| Guajara        | 2718                 |

#### Masivi
Masiv Anaga (Macizo de Anaga) na severovzhodnem koncu otoka ima nepravilen in razgiban topografski profil, kjer Cruz de Taborno kljub na splošno skromnim višinam doseže višino 1024 metrov. Zaradi starosti njegovega materiala (5,7 milijona let), njegovih globokih erozijskih procesov in goste mreže nasipov, ki prebijajo masiv, njegova površina razkriva številne izdanke tako fonolitnega kot trahitnega izvora. Prisotnih je veliko število sotesk s strmimi stenami, ki se vdirajo globoko v teren. Navpični rezi prevladujejo na obali Anagan, med njimi so redke plaže s skalami ali črnim peskom; nekaj, kar obstaja, na splošno sovpada z ustji sotesk.
Masiv Teno (Macizo de Teno) je na severozahodnem robu otoka. Tako kot Anaga vključuje območje izdankov in globokih sotesk, ki jih je oblikovala erozija. Vendar so materiali tukaj starejši (stari približno 7,4 milijona let). Mount Gala predstavlja njegovo najvišjo nadmorsko višino na 1342 metrih. Najbolj nenavadna pokrajina tega masiva je na njegovi južni obali, kjer Acantilados de Los Gigantes ('Pečine velikanov') predstavljajo navpične stene, ki ponekod dosežejo višino 500 metrov.
Masiv Adeje (Macizo de Adeje) je na južni konici otoka. Njegova glavna znamenitost je Roque del Conde ('Grofova skala') z nadmorsko višino 1001 meter. Ta masiv ni tako impresiven kot drugi zaradi svoje zmanjšane začetne strukture, saj je poleg večje geološke starosti mesta doživel močno erozijo materiala, s čimer je izgubil svoj prvotni videz in obseg.

#### Hrbti
Hrbti ali gorski greben ali hrbtni del Pedra Gila pokriva območje od začetka pri gori La Esperanza, na višini okoli 750 m, do središča otoka, blizu kaldere de Las Cañadas, z Izaño, kot njegova najvišja točka je 2390 m. Te gore so nastale zaradi bazaltnega razpokanega vulkanizma skozi eno od osi, ki je rodila vulkanizem tega območja.
Abeque Dorsal je oblikovana veriga vulkanov, ki povezujejo Teno z osrednjim otoškim vrhom Teide-Pico Viejo, ki se začne na drugi od treh osi geoloških struktur Tenerifa. Na tem grebenu najdemo zgodovinski vulkan Chinyero, katerega zadnji izbruh se je zgodil leta 1909.
Južni greben Adejeja je del zadnje strukturne osi. Ostanki te masivne skale prikazujejo prvobitno zemljo, prav tako prikazujejo poravnavo majhnih vulkanskih stožcev in skal okoli tega na jugu Tenerifov.

#### Doline in grape
Doline so še ena posebnost otoka. Najpomembnejši sta Valle de La Orotava in Valle de Güímar, obe nastali zaradi množičnega drsenja velikih količin materiala proti morju, kar je povzročilo depresijo kopnega. Druge doline so po navadi med hribi, ki jih tvorijo usedline sedimentov z bližnjih pobočij, ali preprosto široke grape, ki so v svojem razvoju postale tipične doline.
Tenerife ima veliko število grap, ki so značilen element pokrajine, ki jih povzroča dolgotrajna erozija površinskega odtoka. Pomembne grape so Ruiz, Fasnia in Güímar, Infierno in Erques, ki so jih kanarske institucije vse označile za zaščitena naravna območja.

#### Obala
Obale Tenerifa so običajno razgibane in strme, zlasti na severu otoka. Vendar pa ima otok 67,14 km plaž, kot je tista v El Médanu, ki jo v tem pogledu prekaša le otok Fuerteventura. Na severni obali je veliko prodnatih plaž s črnim peskom, medtem ko imajo na južni in jugozahodni obali otoka plaže običajno precej drobnejši in čistejši pesek s svetlejšimi toni.

#### Vulkanske cevi
Lavne cevi so vulkanske jame običajno v obliki predorov, oblikovanih v lava tokovih bolj ali manj tekoče reogenética trajanje dejavnosti. Med številnimi obstoječimi vulkanskimi cevmi na otoku izstopa Cueva del Viento, ki je v severnem mestu Icod de los Vinos, ki je že dolgo največji vulkanski predor v Evropski uniji in eden največjih na svetu.

## Rastlinstvo in živalstvo
Na otoku Tenerife navkljub majhni površini naletimo na izjemno biotsko raznovrstnost. Ta je posledica naravnih razmer na otoku, kjer značilna oblikovanost površja vpliva na podnebne razmere na nekem posamičnem predelu in tako ustvarja znatno količino mikroklim. Visoko število naravnih mikroklim in s tem habitatov pomeni, da na otoku raste bogato in raznovrstno rastlinstvo (1.400 vrst rastlin), z več kot 100 povsem endemičnih za Tenerife. Endemične vrste vključujejo teidsko belo metlico, Teidsko vijolico itn. Živalstvo otoka obsega precej endemičnih nevretenčarjev in edinstvenih vrst plazilcev, ptic in sesalcev; tako na otoku Tenerife najdemo okoli 400 vrst, 56 ptic, 5 plazilcev, 2 dvoživke, 13 kopenskih sesalcev in več tisoč nevretenčarjev; v morju ob otoku pa naletimo na več vrst morskih želv, kitov in delfinov. Pred prihodom človeka so na otoku prebivale nekatere sedaj izumrle endemične vrste, npr. veliki kuščar (Gallotia goliath), ali velikanska podgana (Canariomys bravoi).

### Zavarovana naravna območja
Skoraj polovica ozemlja otoka (48,6 %), je pod zaščito Red Canaria de Espacios Naturales Protegidos (Mreža zavarovanih naravnih področij Kanarskih otokov). Od skupaj 146 zavarovanih področij pod upravo Mreže, jih 43 leži na Tenerifu, ki je tako najbolj zaščiten otok v otočju.  Mreža po različnih kriterijih razvršča območja v osem kategorij, ki so na Tenerifu zastopane v celoti.
Poleg narodnega parka Teide (Parque Nacional del Teide) je še Parque Natural de Canarias (Crown Forest), dva podeželska parka (Anaga in Teno), štirje integralni naravni rezervati, šest posebnih naravnih rezervatov, skupaj štirinajst naravnih spomenikov, devet zavarovanih krajin in več do šest znamenitosti znanstvenega pomena. Na otoku Macizo de Anaga je od leta 2015 tudi biosferni rezervat in je kraj z največjim številom endemičnih vrst v Evropi.

### Arheološka najdišča
Otok ima tudi več arheoloških najdišč iz časa Gvančev (pred osvajanjem), ki so na splošno jamske poslikave, ki so raztresene po vsem otoku, vendar jih je večina na jugu otoka.
Arheološka najdišča na otoku vključujejo jamo Gvančev, kjer so našli najstarejše ostanke v arhipelagu, ki segajo v 6. stoletje pr. n. št. in jame Don Gasparja, kjer je najdba rastlinskih ostankov v obliki karboniziranih semen kaže, da so se Gvanči na otoku ukvarjali s poljedelstvom. Obe nahajališči sta v mestu Icod de los Vinos. Na otoku je omembe vredna tudi Estación solar de Masca (Sončna postaja Masca), ki je bilo staroselsko svetišče za praznovanje obredov, povezanih s plodnostjo in prošnjo za deževnico. To je v občini Buenavista del Norte.
Druga arheološka najdišča so Los Cambados in El Barranco del Rey, obe v Aroni. Lahko bi izpostavili tudi Cueva de Achbinico (prvo svetišče Marije na Kanarskih otokih). Poleg tega obstaja nekaj stavb, imenovanih Piramide Güímarja, katerih izvor je negotov.
Obstajajo tudi sledi, ki razkrivajo punsko navzočnost na otoku, kot se v mestu Taganana običajno imenuje kamen Gvančev. To arheološko najdišče sestavlja stavba, ki jo tvori velik kamniti blok, na prostem, z vklesanimi skalami na površini. Med njimi je tudi upodobitev kartažanske boginje Tanit, ki jo predstavlja simbol v obliki steklenice, obdan z motivi v obliki križa. Menijo, da je bil spomenik prvotno žrtveni oltar, povezan s tistimi, ki so jih našli na semitskem polju in nato ponovno uporabili za aboriginski ritual mumifikacije.

## Upravna ureditev otoka
Otok je del province Santa Cruz de Tenerife in vključuje 31 občin; od tega so samo tri (Tegueste, El Tanque in Vilaflor) celinske - nimajo stika z morjem. Občine so: 
| - Adeje - Arafo - Arico - Arona - Buenavista del Norte - Candelaria - Fasnia - Garachico - Granadilla de Abona - La Guancha - Guía de Isora - Güímar - Icod de los Vinos - La Matanza de Acentejo - La Orotava | - Puerto de la Cruz - Los Realejos - El Rosario, Santa Cruz de Tenerife\|El Rosario - San Cristóbal de La Laguna - San Juan de la Rambla - San Miguel de Abona - Santa Cruz de Tenerife - Santa Úrsula, Santa Cruz de Tenerife - Santiago del Teide - El Sauzal - Los Silos, Santa Cruz de Tenerife - Tacoronte - El Tanque - Tegueste - La Victoria de Acentejo - Vilaflor |

### Zastava in grb
Zastavo otoka je izvirno pričela leta 1845 uporabljati mornarica za svojo oporišče v pristaniščču Santa Cruz de Tenerife (Cruz=špansko križ). Kasneje in še vedno pa zastava predstavlja celotni otok. Označbo je odobrila lokalna uprava z odredbo 9. maja 1989.
Grb ima starejšo zgodovino; s Ferdinandovim kraljevskim dekretom je bil v Madridu v imenu kastiljske kraljice Ivane I odobren 23. marca 1510. Grb ima v sredini zlato polje, s sliko svetega Mihaela (otok so zavzeli na zavetnikov god) nad goro v rjavih, naravnih tonih. Iz gore švigajo plameni, kar simbolizira ognjenik. Pod goro je v zelenkastih tonih prikazan otok na vrhu modrih in srebrnih valov. Na levi je grad v rdeči barvi, ter v podobni barvi na desni simbol leva. 

## Arhitektura
Za Tenerife je značilna arhitektura, katere najboljši predstavniki so lokalne graščine in tudi najbolj skromna in običajna bivališča. Čeprav je bil ta slog pod vplivom slogov iz Andaluzije in Portugalske, je imel zelo poseben in avtohtoni značaj.
Od graščin sta najboljša primera v La Orotavi in La Laguni, značilni po svojih balkonih in obstoju notranjih teras ter široki uporabi lesa, znanega kot pino tea ('smolski bor'). Za te hiše so značilne preproste fasade in lesene rešetke z malo ornamentov. Obstajajo okna s krili in običajno je, da so stoli v hiši naslonjeni s hrbtom proti hrbtu oknom. Notranje terase delujejo kot pravi vrtovi, ki služijo za dodatno osvetlitev prostorov, ki so preko terase povezani z galerijami, pogosto okronanimi z lesom in kamnom.
Pripomočki, kot so destilatorji, vodne črpalke, klopi in pulti, so elementi, ki so pogosto del teh teras.
Tradicionalne hiše so običajno dvonadstropne, z grobimi stenami pestrih barv. Včasih je kontinuiteta teh zidov prekinjena s prisotnostjo kamnitih blokov, ki se uporabljajo v okrasne namene.[51]
Vladne stavbe in verske strukture so bile zgrajene v skladu s spreminjajočimi se slogi vsakega stoletja. Urbani jedri La Orotava in La Laguna sta razglašeni za nacionalni zgodovinsko-umetnostni spomenik.
V zadnjih letih so različne vlade vodile koncept razvoja arhitekturnih projektov, včasih razkošnih, ki so jih zasnovali priznani arhitekti – na primer preoblikovanje trga Plaza de España v Santa Cruz de Tenerife, ki so ga izvedli švicarski arhitekti Herzog & de Meuron. Drugi primeri so projekt Playa de Las Teresitas Francoza Dominiquea Perraulta; središče, znano kot Magma Arte & Congresos; Torres de Santa Cruz; in Auditorio de Tenerife ("avditorij Tenerife"). Slednji, ki ga je ustvaril Španec Santiago Calatrava, leži vzhodno od Parque Marítimo ('Pomorski park') v Santa Cruz de Tenerife in je značilen po strukturi, podobni jadru, ki spominja na čoln in je postal simbol za mesto in otok, zaradi česar je Santa Cruz de Tenerife eno izmed španskih mest z najbolj futurističnimi stavbami.